# Psilogramma kleineri
Psilogramma kleineri là một loài bướm đêm thuộc họ Sphingidae. Loài này có ở Flores ở Indonesia.